# Sadao Yamanaka
Sadao Yamanaka (山中 貞雄?, Yamanaka Sadao; Kyoto, 7 novembre 1909 – 17 settembre 1938) è stato un regista e sceneggiatore giapponese.
Ha diretto ventiquattro film in cinque anni, dei quali solo tre sono sopravvissuti. È stato un importante innovatore del genere jidaigeki.

## Biografia
Dopo aver lavorato cinque anni come sceneggiatore e aiuto regista presso gli studi Makino, Yamanaka debutta alla regia nel 1932, con Iso no Genta - Dakine no nagawakizashi ("Genta di Iso: costretto a dormire sempre con la spada al fianco"). È il primo dei ben ventiquattro film che realizza nel giro di soli cinque anni, sperimentando ampiamente le possibilità offerte dal genere jidageki e ricevendo svariati premi in riconoscimento del valore innovativo delle sue opere.
La sua carriera termina nel 1937, con L'umanità e i palloni di carta (Ninjō kamifusen), il suo film più pessimistico, dal chiaro messaggio eversivo, poiché viene forzatamente arruolato nell'esercito imperiale e inviato al fronte, in Manciuria, dove muore prematuramente a soli 29 anni.

## Temi e stile
Yamanaka è il leader di un gruppo di otto giovani cineasti di Kyoto, fra i quali Hiroshi Inagaki e Ryōhei Arai, riuniti nel cosiddetto "Narutaki gumi" ("gruppo Narutaki", dal quartiere di residenza), il cui obiettivo è rinnovare il jidaigeki, sostituendo ai toni elegiaci e romantici tipici del genere un carattere più realistico, proponendo personaggi e modelli di comportamento più vicini alla realtà e utilizzando uno stile più semplice, meno enfatico e magniloquente, per avvicinarlo allo spirito e alle potenzialità del gendaigeki.
Dal punto di vista tematico, alle gesta degli eroici samurai affianca i piccoli eventi della vita quotidiana della gente comune, dei ceti più popolari, e si concede di ironizzare sul mito del bushidō. Mette in scena anche personaggi già conosciuti e portati sullo schermo da altri registi, come Kunisada Chūji e Tange Sazen, ma li cala in un contesto realistico.
Dal punto di vista stilistico, Yamanaka, unico della sua generazione, usa principalmente campi lunghi, raramente primi piani, tiene la macchina da presa quasi immobile, spesso lontano dai personaggi, che entrano ed escono lateralmente dall'inquadratura, con ritmo sempre diverso, vi sono frequenti spazi vuoti nell'immagine.
In diversi casi collabora con la troupe teatrale Zenshinza, a cui chiede però una recitazione nuova, per toni e gestualità, rispetto all'abituale artificiosità di repertorio, per adeguarsi a dialoghi basati su un linguaggio moderno e semplice.

## Filmografia

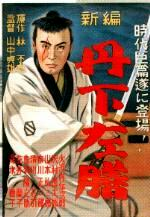
Locandina del film Tange Sazen yowa: Hyakuman ryō no tsubō (1935)

Tra virgolette la traduzione letterale del titolo, in assenza di un titolo italiano per film non distribuiti in Italia.
- Iso no Genta - Dakine no nagawakizashi ("Genta di Iso: costretto a dormire sempre con la spada al fianco") (1932)
- Satsuma-bikyaku: Kenkô aiyoku-hen (1933)
- Bangaku no issho (1933)
- Gentarō gaidō ("La strada maestra di Gentarō") (1934)
- Ashigaru shusse-tan (1934)
- Fūryū katsujinken ("L'elegante spadaccino") (1934)
- Tange Sazen yowa: Hyakuman ryō no tsubō ("Tange Sazen minore - Un vaso che vale un milione di ryō") (1935)
- Machi no Irezumi-mono (1935)
- Kaito Shirozukin: Zempen (1935)
- Kaito Shirozukin: Kohen (1936)
- Kōuchiyama Sōshun (1936)
- Uminari kaido (1936)
- L'umanità e i palloni di carta (Ninjō kamifusen) (1937)